# Parafia św. Marcina w Tolkowcu
Parafia św. Marcina w Tolkowcu – parafia rzymskokatolicka znajdująca się w archidiecezji warmińskiej, w dekanacie Braniewo. W parafii posługują księża diecezjalni.
Od 1 lipca 2015 funkcję proboszcza pełni ks. Bogdan Okraska.
Kościół parafialny pw. św. Marcina został wzniesiony w XIV wieku w stylu gotyckim. Przebudowany i remontowany w późniejszym okresie.